# КК Нови Сад
КК Нови Сад је био српски кошаркашки клуб из Новог Сада. Основан је 27. децембра 1985, а први председник клуба је био Чорба Ђерђ (од оснивања до 1989). Клуб је своје утакмице играо у СПЕНС-у.
Клуб је пред почетак сезоне 2011/12. фузијом придружен КК Војводина Србијагас, а његово место у КЛС ће попунити нека друга екипа.

## Познати бивши играчи
- Жељко Ребрача (сезона 1988)
- Милан Гуровић (сезона 1991 и 1991/92)[2]